# ワールド・レスリング・アソシエーション (インディアナポリス)
ワールド・レスリング・アソシエーション（World Wrestling Association、略称：WWA）は、アメリカ合衆国のインディアナ州インディアナポリスを本拠地に活動していたプロレス団体。

## 概要
1964年4月、ディック・ザ・ブルーザーのリングネームで知られるウィリアム・アフィルスを主宰者として設立される。もともとインディアナ地区はアメリカン・レスリング・アライアンスのジム・バーネットとジョニー・ドイルが管理していたテリトリーだったが、その対抗勢力として旗揚げされた。
ブルーザーが主戦場としていたバーン・ガニア主宰のAWAと業務提携を行い、サーキット・エリアであったイリノイ州シカゴのインターナショナル・アンフィシアターやコミスキー・パークにて、AWAとの合同興行を定期的に開催。AWAの下部組織的な位置付けにあった一方、WWWFからブルーノ・サンマルチノ、NWAのデトロイト地区からザ・シークを招聘するなど、独自の活動を行っていた。
フラッグシップ・タイトルのWWA世界ヘビー級王座にはディック・ザ・ブルーザーをはじめ、共同プロモーターであったウイルバー・スナイダー、ジン・キニスキー、ハーリー・レイス、ブルーザー・ブロディなどが戴冠している。また、1975年までAWAと提携していた国際プロレスとも接点を持ち、若手時代のアニマル浜口は、ヒゴ・ハマグチのリングネームでWWAに海外武者修行に出ていたことがある。国際プロレス末期の1980年も一時的に提携を再開し、ブルーザーや娘婿のスパイク・ヒューバーがWWAから国際プロレスに来日した。
1980年代初頭まで活況を呈していたが、1984年にビンス・マクマホン・ジュニアのWWFが開始した全米侵攻の余波により、1989年に活動を停止した。

## タイトル
- WWA世界ヘビー級王座[4]
- WWA世界タッグ王座[7]
- WWA世界ブラスナックル王座[8]

## 参戦選手
- アート・トーマス
- アーニー・ラッド
- アル・コステロ
- アンジェロ・ポッフォ
- アンドレ・ザ・ジャイアント
- イワン・コロフ
- ウイルバー・スナイダー
- ザ・ウルフマン
- エリック・ザ・レッド
- オックス・ベーカー
- ガイ・ミッチェル
- カウボーイ・ボブ・エリス
- キム・ドク
- キラー・カール・クラップ
- クラッシャー・リソワスキー
- クリス・マルコフ
- グレート・サキ
- サージェント・ジャック・グレイ
- ザリノフ・ルブーフ
- ザ・シーク
- ジミー・バリアント
- ジョニー・バリアント
- ジョニー・バレンタイン
- ジン・キニスキー
- スコット・レックスタイナー
- スティーブ・リーガル

- スパイク・ヒューバー
- チャック・オコーナー
- ディック・ザ・ブルーザー
- ドクター・モト
- ドミニク・デヌーチ
- ドン・ケント
- ニック・ボックウィンクル
- ハーリー・レイス
- パット・オコーナー
- バロン・フォン・ラシク
- ヒゴ・ハマグチ
- ビリー・レッド・クラウド
- ビル・ミラー
- ブラックジャック・マリガン
- ブラックジャック・ランザ
- ブルーザー・ブロディ
- ブルーノ・サンマルチノ
- ペッパー・ゴメス
- ボビー・ヒーナン
- ボボ・ブラジル
- ミツ・アラカワ
- ムース・ショーラック
- ルー・テーズ
- ルーファス・R・ジョーンズ
- レイ・スティーブンス
- ロジャー・カービー